# Liste der Monuments historiques in Condé-Sainte-Libiaire
Die Liste der Monuments historiques in Condé-Sainte-Libiaire führt die Monuments historiques in der französischen Gemeinde Condé-Sainte-Libiaire auf.

## Liste der Objekte
| Bezeichnung                 | Beschreibung    | Standort                                    | Kennzeichnung | Schutzstatus | Datum | Bild |
| --------------------------- | --------------- | ------------------------------------------- | ------------- | ------------ | ----- | ---- |
| Gemälde Anbetung der Hirten | 17. Jahrhundert | in der Kirche St-Martin-Ste-Libiaire (Lage) | PM77000413    | Classé       | 1970  |      |